# بالدوين الثاني، مارغريف فلاندرز
بالدوين الثاني (865 - 10 سبتمبر 918)؛ مارغريف فلاندرز الثاني أو كونت فلاندرز منذ 879 حتى وفاته، كان يلقب بـ الأصلع (Calvus) اللقب أخذه من جده الملك شارل الأصلع.

## حياته
هو الابن الثاني لـ بالدوين الأول، مارغريف فلاندرز وجوديث الفرنسية حفيدة شارلمان من الجيل الثاني.

### سنواته الأولى
تميزت سنوات الأولى من حكمه بسلسلة من الغارات الفايكنغ المتكررة التي دمرت فلاندرز، وبحلول 883 أجبر على انتقال شمالا إلى باغوس، قام بالعديد من التحصينات الخشبية في سان أومير وبروج وغنت وكورتريك واستطاع استيلاء على أراضي التي هجرها مسؤولون ملكيون والكنسيون، وقد شكلت العديد من هذه المعاقل في وقت لاحق فيما أشبه بـ محافظات اليوم التي كانت تؤوي الحكومة والعساكر والمحاكم المحلية.

### الصعود إلى السلطة
في 888 تم خلع شارل البدين ملك الفرنجة الغربية، وترك العديد من المنافسين ليحلوا محله، وكان بالدوين واحد من المرشحين على تاج الفرنجة الغربية  باعتباره حفيد الملك شارل الأصلع، وبدلا من ذلك حاول بالدوين وآخرون بإقناع ملك الفرنجة الشرقية أرنولف الكارينثي بأخذ تاج الفرنجة الغربية، ولكن أرنولف رفض ذلك.
سيصبح الروبرتي أودو، كونت باريس في نهاية المطاف ملكاً، سرعان ما تدهورت العلاقة بين أودو وبالدوين، بسبب عدم دعم أودو لـ بالدوين في سيطرته على دير سان بيرتن، هاجم أودو بالدوين في بروج لم يتمكن من احتلالها، واصل بالدوين توسعه إلى الجنوب بحيث تمكن من السيطرة على أرتوا بما في ذلك دير سان فاست الهامة.

## الوفاة
الدير كان تحت ولاية المطران فولك من ريمس، في 900 قام بالدوين باغتيل رئيس أساقفة هذا، وعندما عارض توسيعه في نهر السوم العليا من قبل هربرت الأول، كونت فرماندوا، قام بالدوين باغتياله أيضا، توفي بالدوين في بلاندينبورغ بالقرب من غنت في 10 سبتمبر 918.

## الزواج والذرية
تزوج بالدوين في 884 من إلفثريث من وسكس (إفترود أو إلفريدا) ابنة ألفريد العظيم؛ كان الهدف من الزواج هو التحالف أنجلو-فلمنكي ومساعدة بالدوين على السيطرة على الأسفل نهر كانش؛ أنجبت إلفثريث أربعة أبناء:-
- أرنولف الأول، كونت فلاندرز (964-890).[2]
- أدالولف، كونت بولوني (890-933).[2]
- إلسويد.[2]
- إرمنترود.[2]